# Clinocera wui
Clinocera wui är en tvåvingeart som beskrevs av Yang 1995. Clinocera wui ingår i släktet Clinocera och familjen dansflugor.
Artens utbredningsområde är Zhejiang (Kina). Inga underarter finns listade i Catalogue of Life.